# おーい!車屋さん
おーぃ！車屋さん（くるまや）は、男性アイドルグループ・忍者による3枚目のシングル。1991年5月29日発売。

## 概要
収録曲は、それぞれ美空ひばりが1961年に発表した楽曲「車屋さん」、笠置シヅ子が1948年に発表した楽曲「ヘイヘイ・ブギー」をモチーフに制作された。
タイトル曲は テレビ朝日系アニメ『21エモン』オープニングテーマだが、長年コロムビアのアニメ主題歌を集めた一連のCDには一切収録されておらず、当CDか忍者のアルバム「DO OUR BEST」、2018年にキングレコードから発売された『アニソン録 プラス。』でしか聞くことができなかったが、2024年、原作者の藤子・F・不二雄生誕90周年記念で発売された「藤子・F・不二雄 MUSIC HISTORY」で、初めて藤子アニメのCDに収録された。

## 収録曲
8cmCDシングル、カセットシングル
1. おーぃ!車屋さん
  - 作詞：米山正夫・荒木とよひさ、作曲：米山正夫・馬飼野康二、編曲：鷺巣詩郎
2. ヘイセイ・ブギー
  - 作詞：藤浦洸・尾関昌也、作曲：服部良一・馬飼野康二、編曲：鷺巣詩郎

ビデオシングル (VHS、1991年6月21日発売)
1. おーぃ!車屋さん (1991 Hyper Drive Mix)
  - リミックス: 内沼映二。CD未発売。
2. ヘイセイ・ブギー